# 銀Production
有限公司銀Production（日语：有限会社銀プロダクション）是以演員、聲優經紀為主要業務的日本演藝事務所（聲優事務所）。成立於1997年。簡稱「銀Pro」。

## 概要
有限公司銀Production的前身是「劇團銀Production」。1992年4月，由青二Production出身的聲優松尾銀三自行就任執行董事，與同樣為聲優的世田壹惠，在東京都世田谷區代田成立。1997年登記成為現在的有限公司。2001年松尾因病去世，由世田接任至今。

## 所属演員、聲優

### 男性
| 行 - 青山貴史 - 小嶋正典 行 - 金森陽助 - 川上龍 - 栗木正伸 行 - 齊藤啓佑 - 齋藤等昭 - 佐佐木貴久 - 佐藤英匡 - 世田壹惠（代表執行董事） - 染谷宏昭 | 行 - 田沼裕基 - 千頭猛士 行 - 西崎翔太 - 野畑勝志 行 - 橋本浩志 - 早坂隆宏 - 平賀資尋 - 福士太鄉 | 行 - 增田直紀 - 松平真之介 - 三門正樹 - 三上大芽 行 - 山﨑毅 行 - 渡邊一茂 |

### 女性
| 行 - 新井詩穗 - 石川利惠 - 伊藤美穗 - 今西浩子 行 - 川並雅子 - 北村唯 - 國吉魅來 - 熊切由香 | 行 - 佐野翔子 - 嶋垣泉 - 鈴木詔子 - 五月女愛 行 - 高橋愛 - 田中里實 - 種本美 行 - 中山瑞穗 - 野瀬僚美 - 野浪步 | 行 - 萩原綠 - 林美和 - 林芳恵 - 藤本知味 - 船橋智美 行 - 松尾祐華 - 丸尾暢子 - 森田由香里 行、行 - 山下智繪 |

## 過往所屬聲優

### 男性
- 大竹宏（現所屬：81 Produce）
- 金光宣明（現所屬：81 Produce）
- 河原睦生
- 高坂知也（日语：高坂知也）
- 齊藤拓樹
- 高嶺巖（日语：高嶺巌）（現所屬：E-sprinG）
- 富塚辰彌
- 友光勇真
- 西川洋
- 松尾銀三（創辦人，在任內逝世）
- 森川龍太（現所屬：ARTSVISION）
- 山野下浩章（現所屬：大平Production（日语：大平プロダクション））
- 和田三四郎（日语：和田三四郎）

### 女性
- 梅澤茉未
- 阪村佑加
- 鈴木香奈子
- 關野順子
- 高木由加利
- 高野美由紀
- 谷井瑛理
- 辻真奈美
- 中世明日香（日语：中世明日香）（自由職業）
- 永田佳代（日语：永田佳代）（自由職業）
- 丹羽紫保里（現所屬：81 Produce）
- 松井瑠美子（日语：松井瑠美子）
- 棟方真梨繪
- 村山真紀子
- 森田沙耶香
- 吉田愛理（日语：吉田愛理）

## 來源
1. ↑  . 銀Production.   [2015-08-25]. （原始内容存档于2021-01-21） （日语）.

## 外部連結
- 有限公司銀Production公式官網 （页面存档备份，存于） （日語）